# Кото
Ко́то (яп. 箏) — японский щипковый музыкальный инструмент, длинная цитра с подвижными кобылками. Кото наряду с флейтами хаяси и сякухати, барабаном цудзуми и лютней сямисэном относится к традиционным японским музыкальным инструментам. До XX века кото в основном был солирующим инструментом.
Сходные инструменты характерны для Вьетнама (данчань), Китая (цисяньцинь и сэ) и Кореи (каягым и комунго).
За века истории кото не претерпел принципиальных изменений в конструкции. В современной Японии кото продолжает использоваться в традиционной и современной музыке, существует две школы исполнения на кото — Икута-рю и Ямада-рю, в прошлом существовали ещё две другие крупные школы, ныне потерявшие популярность.

## Разновидности

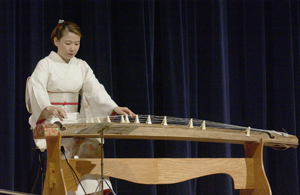
Масаё Исигурэ играет на кото

Со времени появления в Японии кото не претерпел принципиальных изменений. Классификация кото производится по нескольким признакам:
- гакусо (яп. 楽箏 гакусо:) — используется в гагаку; длина 188,5 см;
- цукуси-гото (яп. 筑紫箏) — кото для игры в классической традиции музыки «сокёку», используется в почти исчезнувшем жанре цукуси-рю (яп. 筑紫流 цукусирю:)[10];
- дзокусо (яп. 俗箏 дзокусо:) — используется в одноимённом жанре «сокёку», ассоциируется с менее знатными слоями населения;
  - кото Икуты (яп. 生田箏) — изобретено Икутой Кангё (яп. 生田検校 икута кангё:) в XVII веке. У исконных кото Икуты длина корпуса была 177 см, у современных — 189,5 см;
  - кото Ямады (яп. 山田箏) — изобретено Ямадой Кангё (яп. 山田検校) после кото Икуты. Имеет более широкий звуковой диапазон[11], длина корпуса — 182 см;
- синсо (яп. 新箏 синсо:) — несколько современных разновидностей, многие из них изобретены Митио Мияги в XX веке[8]. Среди них[12]:
  - 17-струнное кото[англ.], «дзюситигэн», известное как «басовое»[13], используется и в оркестрах, и как сольный инструмент,
  - 80-струнное кото[англ.],
  - тансо (яп. 短箏 тансо:, тангото) — малое кото, на котором играют, положа на колени.

В конце XX века под «кото» в первую очередь понимают кото Ямады. Определить разновидность кото можно по виду ножек и форме отверстия в деке. Толщина струн, высота и толщина кобылок, форма плектров также разнятся между школами.
Новейшая разновидность кото, «нео-кото», имеет укороченную на треть деку, колки подобно гитаре, а также окрашенные струны.

### Итигэн-кин и нигэн-кин
Кото с одной (яп. 一弦琴 итигэнкин) и двумя струнами (яп. 二弦琴 нигэнкин) не имеют подвижных кобылок, ввиду чего они относятся к тому же классу инструментов, что и китайский цисяньцинь (кроме того, дека итигэн-кина изначально изготовлялась из цельного куска древесины, как у цисяньцина).
Итигэн-кин имеет длину около 110 см и 10-сантиметровую ширину, изобретён в Китае и привезён в Японию в конце XVII века. Под струнами расположено 12 порожков. Исполнитель прижимает струну бамбуковым или костяным когтем-напёрстком, надетым на средний палец левой руки, а правой рукой с аналогичным когтем на указательном пальце защипывает струну. Играющий на итигэн-кине обычно одновременно и поёт.
Нигэн-кин — общее название двух разных исконно японских инструментов — якумо-гото (яп. 八雲琴, изобретён около 1820 года) и адзума-рю-нигэн-кин (яп. 東流二弦琴 адзумарю: нигэнкин, изобретён около 1870 года), развившегося из якумо-гото. Якумо-гото имеет сходные с итигэн-кином размеры, выпуклую деку и колки. Техника игры также похожа на итигэн-кин, за исключением того, что левая рука всегда лежит на струнах, кроме случаев, когда нужно сыграть самую нижнюю ноту. Использование якумо-гото в основном ограничено церемониями религии оомото.
Адзума-рю-нигэн-кин был создан в Токио барабанщиком кабуки Тося Росэном (яп. 初世藤舎蘆船 то:ся росэн) в начале периода Мэйдзи.

## Внешний вид

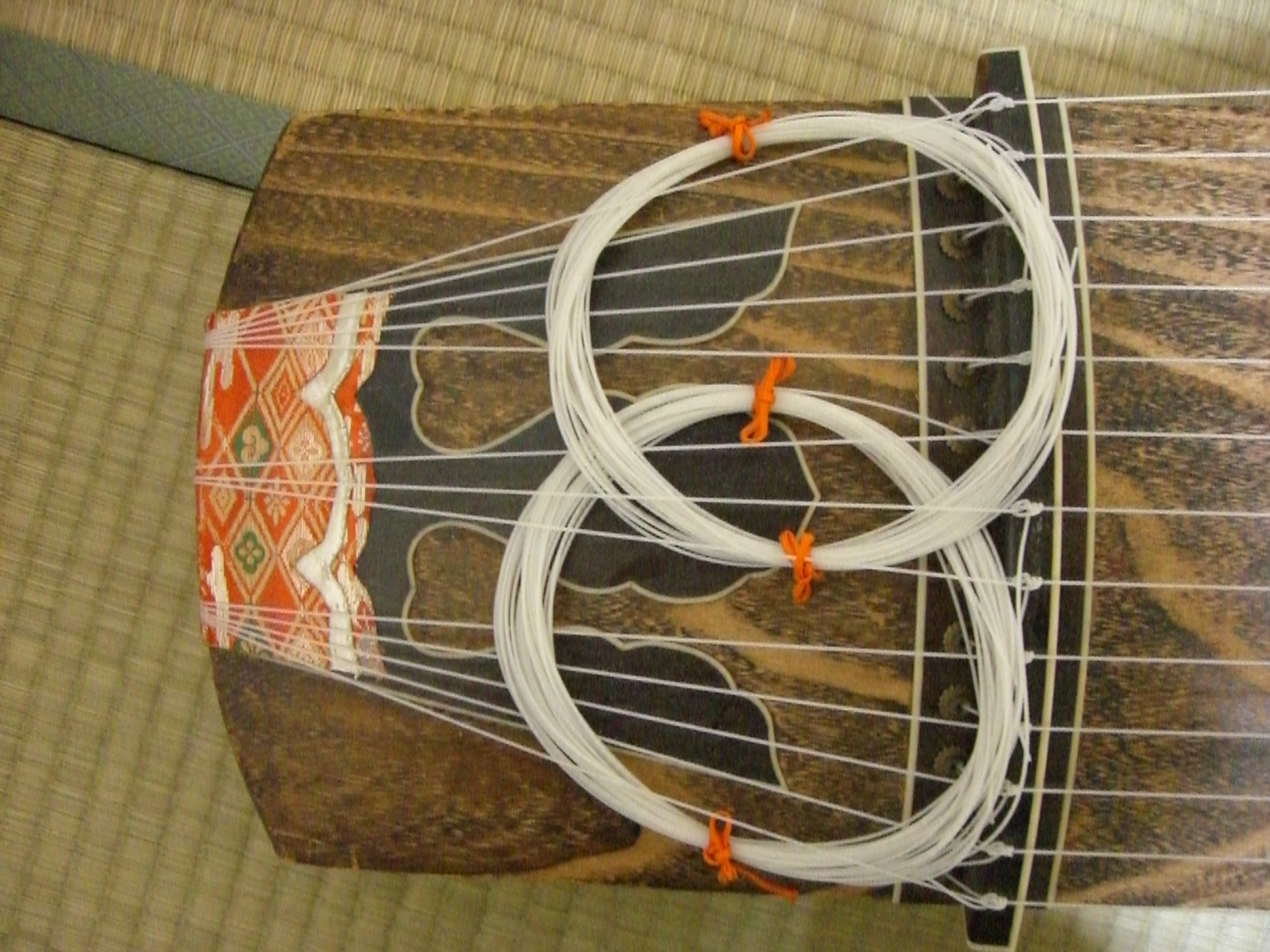
Касиваба на кото

Кото состоит из 180—190-сантиметровой деки шириной около 24 см. Традиционно деку сравнивают с драконом, лежащим на побережье. Составные его части называются «панцирь дракона» (верх), «живот дракона» (яп. 竜腹 рю:хара, дно), «взморье» (яп. 磯 исо, бока) и так далее.
Дека кото (яп. 竜甲 рю:ко:) состоит из двух кусков дерева павловнии: толстого верхнего и более тонкого нижнего. В верхнем проделано два отверстия (яп. 丸口 марукути) для резонирования и для упрощения смены струн; их форма зависит от разновидности кото (к примеру, в кото Ямады отверстия овальные). На верхней поверхности деки находятся струны; обычно их 13. Исторически струны делали из шёлка, на современных кото струны обычно нейлоновые и полиэфирно-вискозные. 1—10 струны именуются по порядковому номеру, 11-я — «то», 12-я — «и», 13-я — «кин». Названия последних трёх струн — остатки более старой системы именования, содержащей названия восьми конфуцианских добродетелей:
1. человеколюбие (яп. 仁 дзин),
2. мудрость (яп. 智 ти),
3. церемония (яп. 礼 рэй),
4. долг (яп. 義 ги),
5. искренность (яп. 信 син),
6. письменность (яп. 文 бун),
7. военное мастерство (яп. 武 бу),
8. элегантность (яп. 翡 хи),
9. преуспеть (яп. 闌 ран),
10. вести дело (яп. 商 сё:),
11. созвездие Ковш (яп. 斗 то),
12. творить (яп. 為 и),
13. платок (яп. 巾 кин)[15].

Украшать кото не принято, традиционно считается, что красота этого инструмента определяется по виду древесины и мастерству резчика. Единственные места на корпусе с декоративными элементами — находящийся по правую руку исполнителя край (яп. 竜尾 рю:би, хвост дракона), где находится орнамент касиваба (яп. 柏葉) и съёмный кусочек украшенной ткани огирэ (яп. 尾布); а также брусы для фиксирования струн, на которые наклеивали полоски слоновой кости. Изнутри кото украшен выгравированными узорами (яп. 綾杉 аясуги), призванными улучшить звук инструмента.

## Техника игры

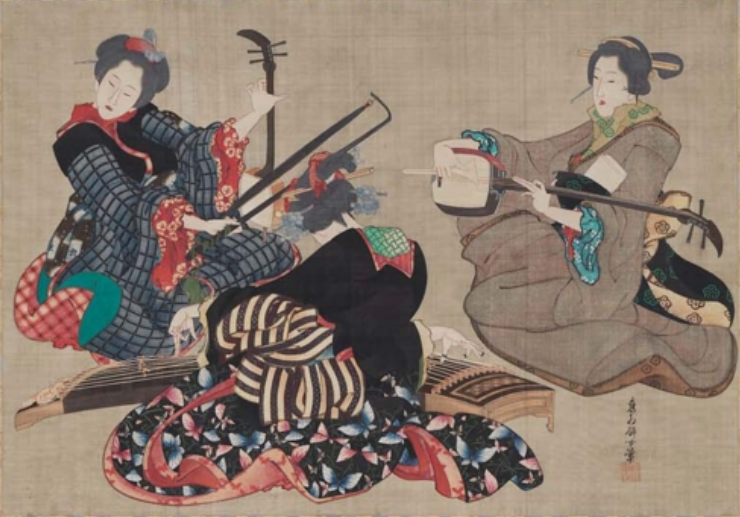
«Трио», Кацусика Ои

Исполнитель сидит за инструментом на пятках (школы Икуты и Ямады), либо со скрещёнными ногами (гагаку и кёгоку) или одним поднятым коленом; у большинства школ корпус исполнителя образует прямой угол с декой, однако для игры в стиле «Икута-рю» к инструменту садятся диагонально. В XXI веке кото преимущественно располагают на подставке, а исполнитель сидит за ним на стуле.
На кото играют с помощью накладных ногтей-плектров (яп. 琴爪 котодзумэ), изготовленных из бамбука, кости или слоновьего бивня и надевающихся на большой (основной), указательный и средний пальцы правой руки. Левая рука прижимает струны слева от кобылок, повышая их тембр, а также, с конца XIX века, может перебирать струны аналогично правой. Лады и тональности настраиваются с помощью кобылок (яп. 琴柱 котодзи), называющихся также мостами, непосредственно перед началом игры. Исторически котодзи изготавливали из дерева или слоновой кости, в XX веке в обиход вошли пластиковые кобылки.

## Строй и ноты

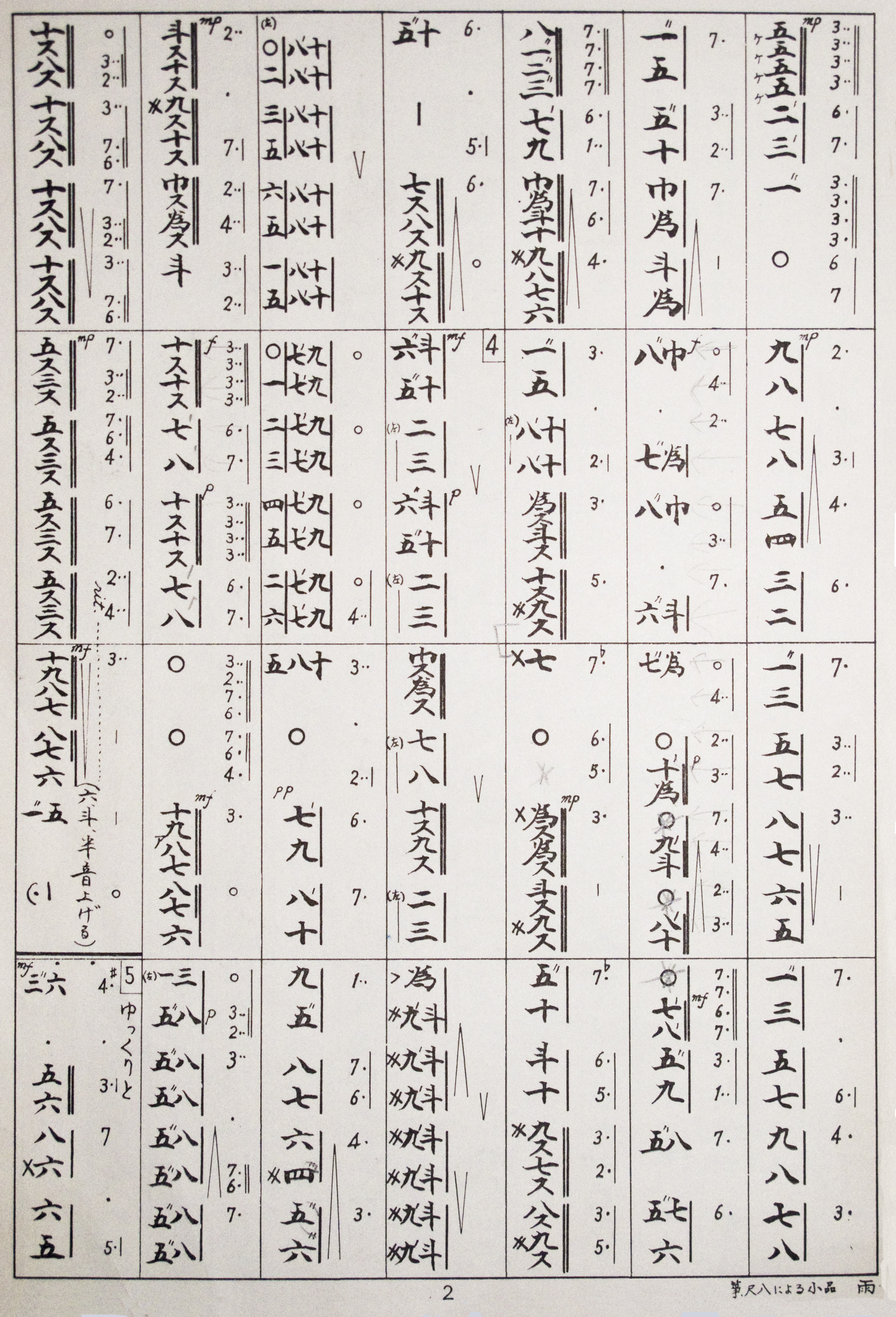
Ноты для кото

Для игры на кото преимущественно используется два строя: «обычный» (яп. 平調子 хирадзё:си, в нём исполняется знаменитое произведение «Рокудан-но сирабэ») и «кумои» (яп. 雲井調子 кумоидзё:си).
В совокупности существует около 13 строев, в частности, европеизированный «голландский» (яп. オランダ調子 оранда тё:си), ввезённый голландскими торговцами.
Самые ранние записи мелодий для кото относятся к периоду Эдо. Это не полноценные нотные листы, а лишь тексты песен с цифровыми пометами (с номерами струн или положениями пальцев на грифе сямисэна), настоящие ноты появляются в XVIII веке, в сборнике 1779 года «Сокёку-тайисё» (яп. 筝曲大意抄 со:кёку тайисё:). Помимо традиционной используется также вестернизированная нотная запись.

## Жанры
Основные жанры произведений для кото — даммоно (яп. 段物, композиции для исполнения соло); санкёку (яп. 三曲, камерная музыка) — произведения для кото, сямисэна и сякухати (в прошлом третьим инструментом обычно выступал кокю), дзиута — камерные инструментальные произведения, чередующие фрагменты с пением и инструментальные интерлюдии. Наиболее известная композиция жанра санкёку в первой половине XIX века — «Восемь одежд».

## История кото

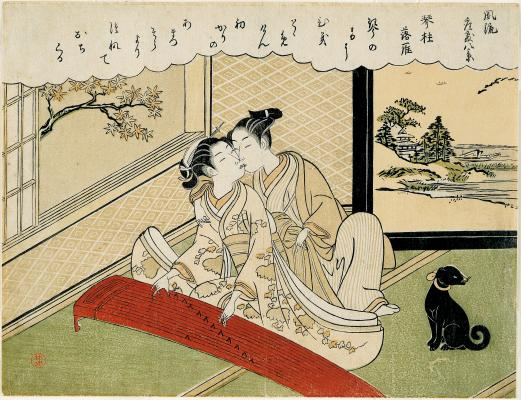
Любовники за кото. Сюнга

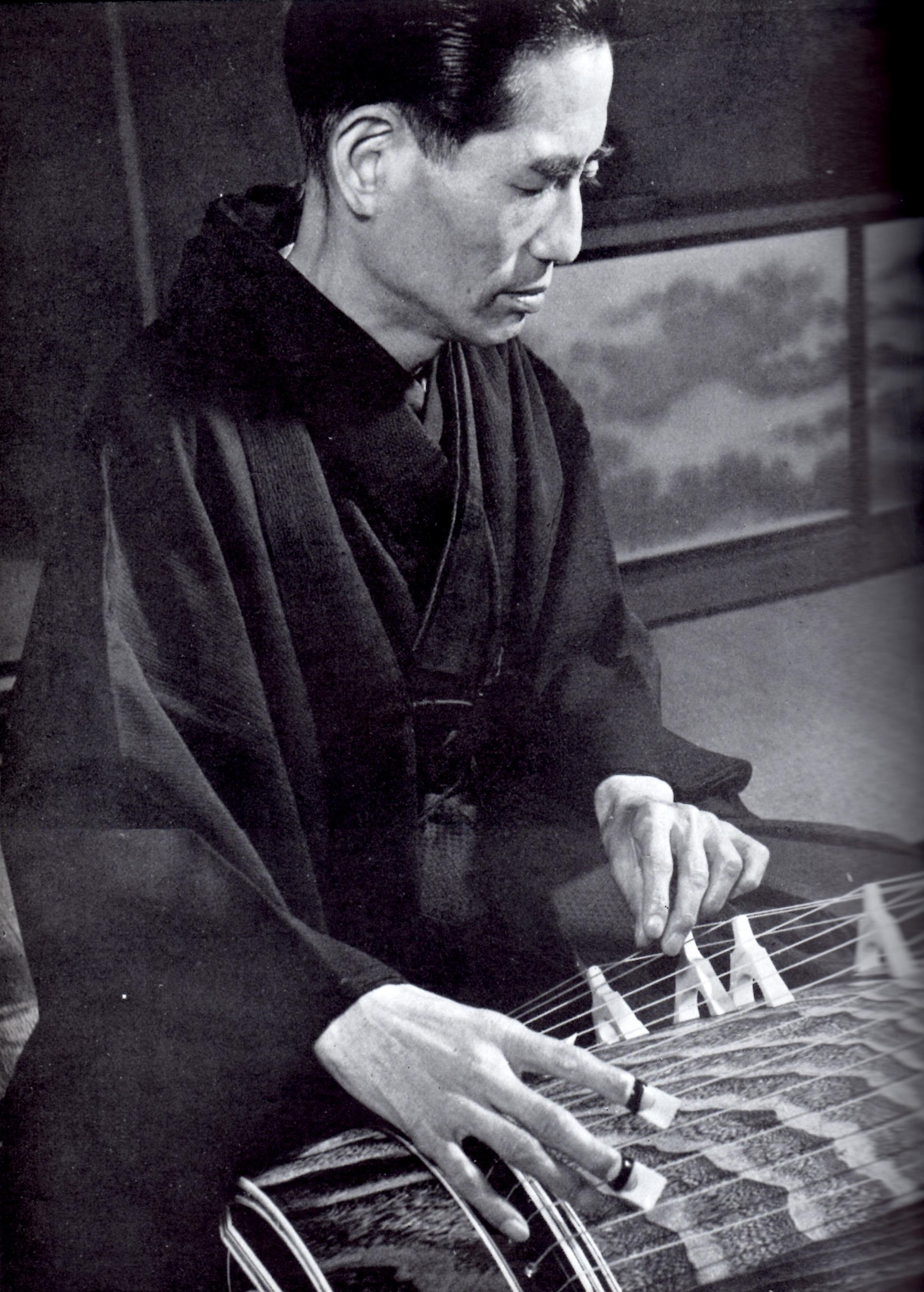
Митио Мияги

История кото как японского музыкального инструмента насчитывает более тысячи лет. В период Нара словом «кото» обозначали сразу несколько разновидностей струнных инструментов, причём иероглифы для кина (яп. 琴) и кото (яп. 箏) зачастую путали. Происхождение слова «кото» неизвестно, высказываются теории об исконной или корейской этимологии.
Цисяньцинь был завезён в Японию из Китая в начале периода Нара (710—793 годы) в качестве инструмента для дворцового оркестра и использовался в музыке гагаку (яп. 雅楽). Своего расцвета кото достиг в эпоху Хэйан, как неизменный атрибут аристократического образования и времяпрепровождения, особенно у женщин среднего класса и элиты.
Существующие поныне произведения для кото, не относящиеся к придворной музыке, начали появляться в последние десятилетия XV века. Первой известной пьесой, написанной специально для кото, является созданная в XVII веке слепым мастером Яцухаси Кэнгё композиция Рокудан-но сирабэ (яп. 六段の調べ, «Музыка шести ступеней»).
В период Эдо (1603—1868 годы) господствовал стиль сокёку (яп. 筝曲 со:кёку), имевший два поджанра — более аристократический цукуси-рю (яп. 筑紫流 цукусирю:) и менее престижный дзокусо (яп. 俗箏 дзокусо:), распространённый среди купечества и профессиональных музыкантов-простолюдинов. В это время возникают объединения исполнителей, появляется гильдия слепых музыкантов, играющих на кото и сямисэнах, — сёку-ясики (яп. 職屋敷), оформляется система иэмото, запрещавшая ученикам проявлять инициативу и налагавшая взаимные обязательства на учителя и учеников. Возникают три основные школы кото: Икута, Яцухаси и Ямада.
Ограничения системы иэмото и традиция игры слепыми вызывают стагнацию в развитии инструмента. После реставрации Мэйдзи у школ Икута и Ямада появляются нововведения, возникает несколько более мелких школ.
В XIX веке возникла новая техника исполнения дзиуты данъавасэ (яп. 段合わせ), при которой мелодии солирующего и аккомпанирующего кото совершенно разнятся.
В последние годы XIX столетия популярность набирает жанр «санкёку» (яп. 三曲, музыка для троих), исполняющийся кото, сямисэном и третьим инструментом (сперва кокю, позже сякухати). Многие музыканты пробовали сочетать кото с западными инструментами, наибольшего успеха добился Митио Мияги, композитор и изобретатель нескольких разновидностей кото, активно использовавший кото в оркестрах.
Современные композиторы, пишущие музыку для кото, зачастую требуют крайне высокого уровня техники игры, так как сами не являются исполнителями.

### Кото на Рюкю

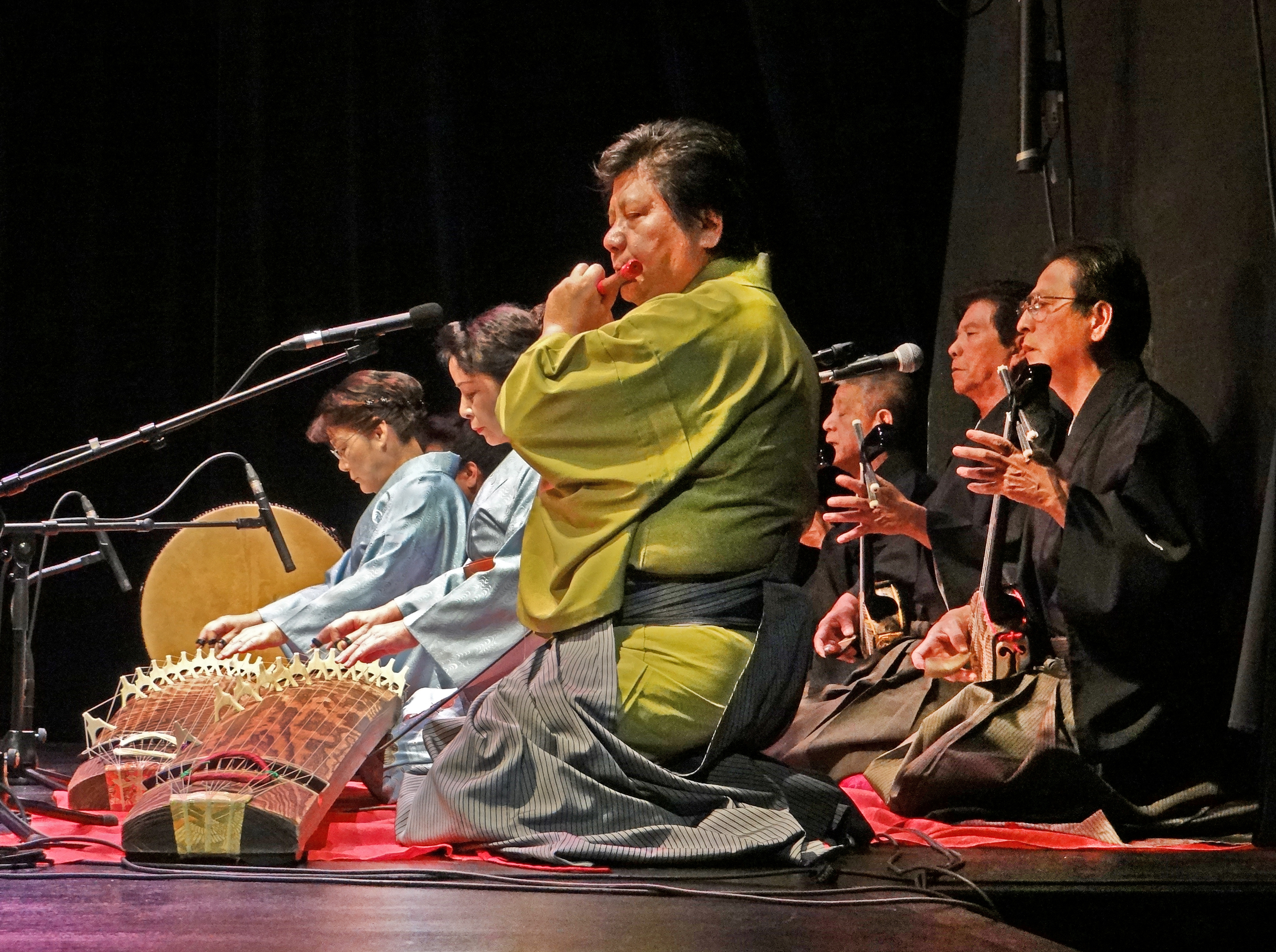
Кото в рюкюском оркестре

Кото было привезено на архипелаг в 1702 году музыкантом школы Яцухаси-рю по имени Инаминэ Сэйдзюн (яп. 稲嶺盛淳) , в рюкюской музыке кото обычно играло роль аккомпанирующего инструмента. Сольная партия у кото наличествует в пяти сугагаки, двух даммоно и трёх песнях:
- сугагаки (произведения для кото без аккомпанемента, в остальной Японии исчезли):
  - Такиотоси-сугагаки (яп. 滝落菅攪)
  - Дзи-сугагаки (яп. 地菅攪)
  - Эдо-сугагаки (яп. 江戸菅攪)
  - Хёси-сугагаки (яп. 拍子菅攪 хё:сисугагаки)
  - Санъя-сугагаки (яп. 佐武也菅攪)
- даммоно (отличаются от японских вариантов использованием бесполутоновой[англ.] пентатоники):
  - Рокудан (яп. 六段)
  - Ситидан (яп. 七段)
- песни:
  - Гэндзи-буси (яп. 源氏節)
  - Цусима-буси (яп. 対馬節)
  - Сэнто-буси (яп. 船頭節 сэнто:буси).

В вышеуказанных песнях сохранились фрагменты исчезнувшей хэйанской музыкальной традиции офунаута (яп. お船歌).

## Школы

### Цукуси-гото
Первая появившаяся школа сольного кото — Цукуси-гото (яп. 筑紫箏), названная по имени древнего княжества Цукуси на северо-западе Кюсю. Её основатель — буддийский священник Кэндзюн. Он вдохновлялся несколькими различными традициями: во-первых, в его время (XVI—XVII века) аристократия проводила время за поэтической импровизацией под музыку гагаку, особенно часто — под вариации на мелодию Этэнраку; во-вторых, Кэндзюн также заимствовал из традиции «народной музыки» (яп. 俗曲 дзоккёку) и, возможно, из музыки для цисяньцина. Он сочинил 10 песенных циклов, которые до сих пор составляют основу репертуара школы.
Ввиду строгих ограничений, запрещавших слепым профессиональным музыкантам и женщинам обучаться в школе, а также создавать новые стили и произведения, цукуси-гото резко потеряло популярность после начала модернизации Японии. В XXI веке со смертью последних профессиональных исполнителей и утерей значительного количества нот эта школа считается почти исчезнувшей.

### Яцухаси-рю
Яцухаси-рю (яп. 八橋流箏 яцухасирю:) была основана в середине XVII века слепым мастером сямисэна из Эдо по имени Дзёхидэ (яп. 城秀 дзё:хидэ, позже взял псевдоним Яцухаси Кэнгё). Игре на кото его обучил музыкант школы Цукуси-гото по имени Хосуй (яп. 法水 хо:суй), ученик Кэндзюна; однако Дзёхидэ превзошёл своего учителя и обычно считается основателем современной музыки кото. Главное нововведение Яцухаси — создание 13 песенных циклов и введение популярного строя «ин», что позволило кото отдалиться от аристократии и привело к притоку профессиональных музыкантов.
Основной репертуар Яцухаси-рю состоит из песенных циклов Яцухаси, одного цикла его ученика Китадзимы, а также два даммоно — Кудан (яп. 九段) и Риндзэцу (яп. 輪舌); последние два стали основой самых известных произведений для кото: Рокудан но сирабэ (яп. 六段の調) и Мидарэ-риндзэцу (яп. 乱輪舌).
Ещё в период Эдо Яцухаси-рю начала стагнировать ввиду запретов и ограничений, аналогично Цукуси-гото, однако продолжает существовать и поныне.

### Икута-рю
Подъём класса торговцев в период Гэнроку (1688—1704) вызвал значительные изменения в искусстве: становится крайне популярным недавно завезённый с Окинавы сямисэн, аристократические школы Цукуси-рю и Яцухаси-рю перестают отвечать настроениям публики. В 1695 году в столице — Киото — возникает школа Икута-рю, основанная Икутой Кэнгё (яп. 生田検校). Икута ввёл кото в кансайский изначально жанр дзиута, начав комбинировать аккомпанемент кото с солирующим сямисэном, чем позволил музыке для кото начать бурное развитие. Постепенно партии кото и сямисэна перестали зависеть друг от друга в дзиута, кото стало более независимым.
В середине XIX века некоторые композиторы попытались возродить традиционную музыку для кото, в частности, забытый широкой публикой жанр кумиута (яп. 組歌), который уже использовался школой Икута-рю. Считается, что это вызвало окончательную фиксацию произведений жанров даммоно и кумиута; особо отмечается вклад композитора Китадзимы Кэнгё (яп. 北島検校 китадзима кэнгё:, ? — 1690).

### Ямада-рю
Школа Икута-рю не получила распространения в Эдо, вместо этого в конце XVIII века слепой музыкант Ямада Кэнгё (яп. 山田検校 ямада кэнгё:) основал собственную школу Ямада-рю. Аналогично Икуте, Ямада использовал в музыке для кото особенности сямисэна (однако он черпал вдохновение в других жанрах, а также сделал роль кото первостепенной). Репертуар этой школы весьма богат и включает не только жанры кумиута и даммоно, но также сакуута, тэготомоно и син-сокёку, дзёруримоно и переложения произведений для сямисэна Като-буси (яп. 河東節 като:буси) и Томимото-буси.

## Комментарии
1. ↑  Кобылки (также подставки, рогульки, порожки) — подставки под струны.